# Kobe Wing Stadium
Kobe Wing Stadium (jap. (神戸ウイングスタジアム, Kóbe Uingu Sutadžiamu) je japonský fotbalový stadion ve městě Kóbe. Stadion byl postaven v roce 2001. V roce 2002 hostil 1 osmifinále Mistrovství světa ve fotbale a 2 zápasy základních skupin. Stadion byl také využit pro zápasy Mistrovství světa v ragby 2019. Stadion je domácím stadionem fotbalového týmu Vissel Kōbe. Stadion má počítačem řízený systém umožňující kontrolovat množství vody, kyslíku a hnojiva v půdě.